# Brookesia thieli
Brookesia thieli is een hagedis uit de familie kameleons (Chamaeleonidae).

## Naam en indeling
Het is een van de kortstaartkameleons uit het geslacht Brookesia. De wetenschappelijke naam van de soort werd voor het eerst voorgesteld door Édouard Raoul Brygoo en Charles Domergue in 1969. Later werd de wetenschappelijke naam Brookesia antoetrae gebruikt. De soortaanduiding thieli is een eerbetoon aan Jean Thiel.

## Verspreiding en habitat

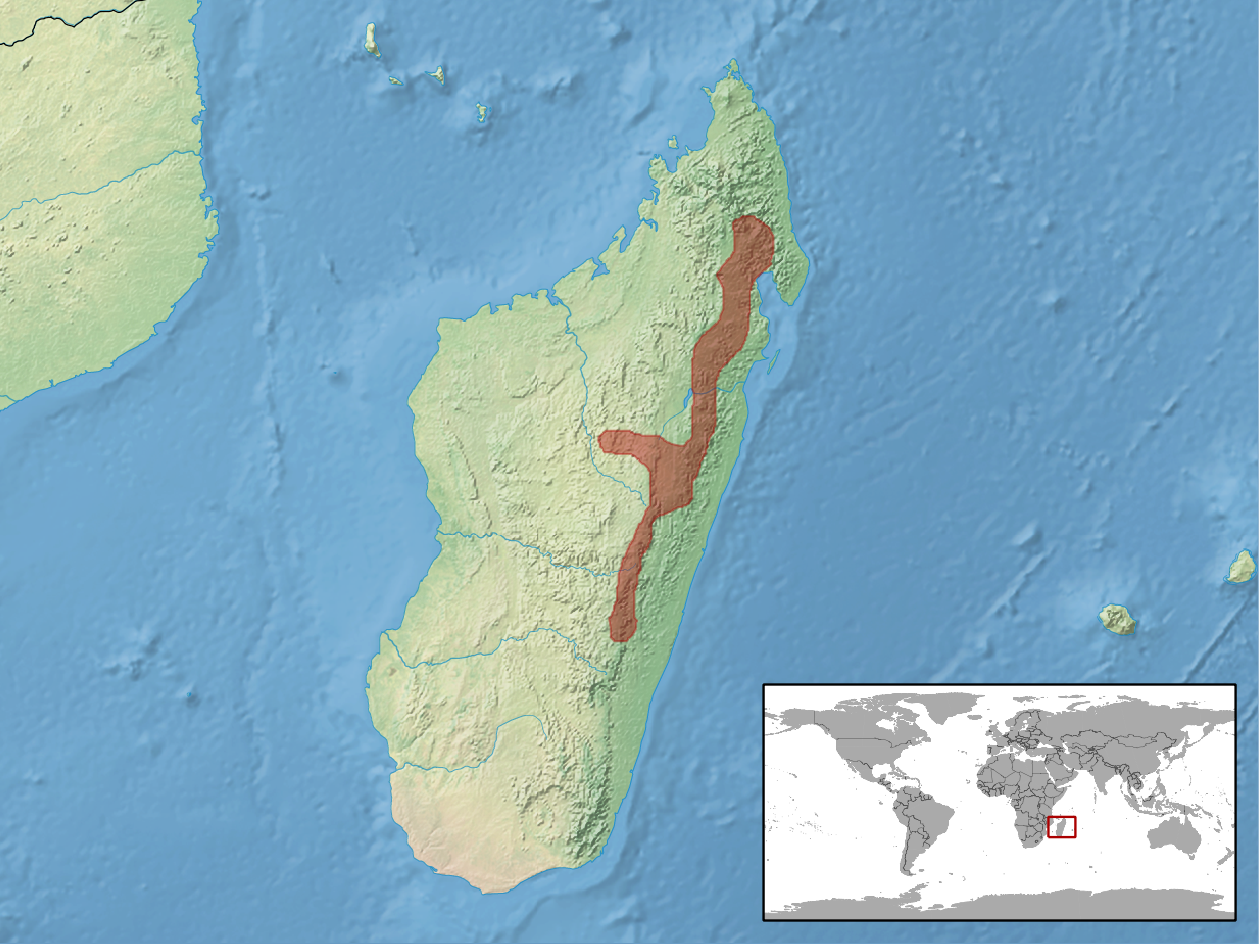
Verspreidingsgebied in Madagaskar in het rood.

De kameleon komt endemisch voor in Madagaskar en alleen in het oosten van het land. De habitat bestaat uit de strooisellaag van vochtige tropische en subtropische bossen. De soort is aangetroffen op een hoogte van ongeveer 875 tot 1200 meter boven zeeniveau.

## Beschermingsstatus
Door de internationale natuurbeschermingsorganisatie IUCN is de beschermingsstatus 'veilig' toegewezen (Least Concern of LC).